# 女子超級籃球聯賽選秀
女子超級籃球聯賽選秀是臺灣女子半職業籃球聯盟WSBL女子超級籃球聯賽的年度盛事。女子超級籃球聯賽自2019年開始辦理新人選秀會，2019年新人選秀會各球隊可保有五名的建教合作保留名單，2020年新人選秀會各球隊可保有三名的建教合作保留名單，2021年新人選秀會起取消建教合作保留名單。

## 選秀狀元
| 年份       | 選中球隊 | 球員   | 參考   |
| ---------- | -------- | ------ | ------ |
| 新人選秀會 |          |        |        |
| 2019       | 台灣電力 | 楊芷瑜 | [ 4 ]  |
| 2020       | 台灣電力 | 陳孟欣 | [ 5 ]  |
| 2021       | 台灣電力 | 謝津宛 | [ 6 ]  |
| 2022       | 中華電信 | 王竫婷 | [ 7 ]  |
| 2023       | 台灣電力 | 吳侑萱 | [ 8 ]  |
| 2024       | 中華電信 | 張家瑄 | [ 9 ]  |
| 2025       | 台灣電力 | 丁芷容 | [ 10 ] |

## 保留名單
|          | 2019年                                 | 2020年                                   |
| -------- | -------------------------------------- | ---------------------------------------- |
| 國泰人壽 | 王玥媞、郭虹廷、丁芷容、鄭慧慈、邱群琋 | 戴宜庭、徐玉蓮、蕭豫玟（原保留方曉晴）   |
| 中華電信 | 劉惠茹、黃子涵、陳雅彤、徐詩涵、吳明臻 | 陳靳豫萱、陳昱潔、許庭瑜（原保留李柔妤） |
| 台元紡織 | 方妤、林蝶、許玟瑄、蘇嘉嫻、林妘樺     | 羅培甄、羅培儀、史靜茹                   |
| 台灣電力 | 廖瑋晴、彭楹芷、林奕瑄、柯采璇         | 游沁樺、陳芊諭、張婕柔                   |

- 參考資料：[13][14]

## 2019年
選秀結果
| →            | 順序一 | 順序二 | 順序三 | 順序四 |
| [ 4 ] [ 15 ] | 台電   | 台元   | 電信   | 國泰   |
| ------------ | ------ | ------ | ------ | ------ |
| 第一輪       | 楊芷瑜 | 陳亭羽 | 放棄   | 放棄   |
| 第二輪       | 彭惠貞 | 放棄   | 不適用 | 不適用 |
| 第三輪       | 林嘉慈 | 不適用 | 不適用 | 不適用 |

參加名單
2019年6月21日，為本屆新人選秀會的報名截止日。6月24日，中華民國籃球協會宣佈共9人報名選秀：
- 林嘉慈（佛光大學）
- 楊芷瑜（佛光大學）
- 彭惠貞（佛光大學）
- 葉碧芸（聖約翰科技大學）
- 陳亭羽（臺北市立大學）
- 彭玟靜（輔仁大學）
- 廖雅菱（國立臺灣師範大學）
- 江佳穎（國立臺北大學）
- 賴冬婷（中原大學）

## 2020年
選秀結果
| →            | 順序一 | 順序二 | 順序三 | 順序四 |
| [ 5 ] [ 18 ] | 台電   | 電信   | 台元   | 國泰   |
| ------------ | ------ | ------ | ------ | ------ |
| 第一輪       | 陳孟欣 | 游乙文 | 朱育勤 | 放棄   |
| 第二輪       | 劉昕妤 | 放棄   | 放棄   | 不適用 |
| 第三輪       | 放棄   | 不適用 | 不適用 | 不適用 |

參加名單
2020年7月10日，為本屆新人選秀會的報名截止日。7月13日，中華民國籃球協會宣佈共5人報名選秀：
- 陳孟欣（佛光大學）
- 劉昕妤（佛光大學）
- 朱育勤（臺北市立大學）
- 梁孟勤（臺北市立大學）
- 游乙文（淡水商工-日本拓殖大學）

## 2021年
選秀結果
| →            | 順序一 | 順序二 | 順序三 | 順序四 |
| [ 6 ] [ 19 ] | 台電   | 電信   | 台元   | 國泰   |
| ------------ | ------ | ------ | ------ | ------ |
| 第一輪       | 謝津宛 | 陳怡萱 | 放棄   | 放棄   |
| 第二輪       | 放棄   | 楊婉琳 | 不適用 | 不適用 |
| 第三輪       | 不適用 | 放棄   | 不適用 | 不適用 |

參加名單
2021年7月12日，為本屆新人選秀會的報名截止日。7月13日，中華民國籃球協會宣佈共5人報名選秀：
- 陳怡萱（國立臺灣師範大學）
- 楊婉琳（佛光大學）
- 吳采庭（臺北市立大學）
- 謝津宛（世新大學）
- 楊舒晴（國立清華大學）

## 2022年
選秀結果
| →            | 順序一 | 順序二 | 順序三 | 順序四 |
| [ 21 ] [ 7 ] | 電信   | 台電   | 台元   | 國泰   |
| ------------ | ------ | ------ | ------ | ------ |
| 第一輪       | 王竫婷 | 李吟娸 | 楊家佳 | 放棄   |
| 第二輪       | 放棄   | 黃沁瑜 | 放棄   | 不適用 |
| 第三輪       | 不適用 | 張欣然 | 不適用 | 不適用 |
| 第四輪       | 不適用 | 放棄   | 不適用 | 不適用 |

參加名單
2022年7月8日，為本屆新人選秀會的報名截止日。7月11日，中華民國籃球協會正式公布選秀名單：
- 杜亭萱（國立臺灣體育運動大學）
- 朱耘麒（國立臺灣師範大學）
- 張欣然（佛光大學）
- 王竫婷（佛光大學）
- 黃沁瑜（佛光大學）
- 廖珮連（臺北市立大學）
- 支嫚萱（臺北市立大學）
- 李吟娸（世新大學）
- 楊家佳（臺北市立大學）

## 2023年
選秀結果
| →      | 順序一 | 順序二 | 順序三 | 順序四 |
| [ 8 ]  | 台電   | 電信   | 台元   | 國泰   |
| ------ | ------ | ------ | ------ | ------ |
| 第一輪 | 吳侑萱 | 陳芷英 | 張琦玟 | 放棄   |
| 第二輪 | 林釵娟 | 放棄   | 放棄   | 不適用 |
| 第三輪 | 放棄   | 不適用 | 不適用 | 不適用 |

參加名單
2023年6月30日，為本屆新人選秀會的報名截止日。6月27日，中華民國籃球協會宣布報名截止日延期至7月6日。7月10日，中華民國籃球協會宣布選秀名單，共有6人報名。
- 吳侑萱（日本體育大學）
- 張琦玟（日本環太平洋大學）
- 陳芷英（國立臺灣科技大學）
- 王勻妤（國立成功大學）
- 林釵娟（國立臺灣師範大學）
- 葉鈺琳（臺北市立大學）

## 2024年
選秀結果
| →      | 順序一 | 順序二 | 順序三 | 順序四 |
| [ 9 ]  | 電信   | 台電   | 國泰   | 台元   |
| ------ | ------ | ------ | ------ | ------ |
| 第一輪 | 張家瑄 | 宋瑞蓁 | 劉倩伶 | 趙楓   |
| 第二輪 | 梁瑜玲 | 韓汛   | 放棄   | 方曉晴 |
| 第三輪 | 不適用 | 不適用 | 不適用 | 不適用 |

參加名單
2024年7月31日，為本屆新人選秀會的報名截止日。7月22日，中華民國籃球協會宣布選秀名單，共有8人報名。8月12日，新人選秀會當天，侯子映未出席新人選秀會，最終7人參與新人選秀會。
- 韓汛（世新大學）
- 方曉晴（臺北市立大學）
- 劉倩伶（文化大學）
- 梁瑜玲（佛光大學）
- 張家瑄（世新大學）
- 趙楓（世新大學）
- 宋瑞蓁（世新大學）

## 2025年
選秀結果
| →      | 順序一 | 順序二 | 順序三 | 順序四 |
| [ 10 ] | 台電   | 電信   | 國泰   | 台元   |
| ------ | ------ | ------ | ------ | ------ |
| 第一輪 | 丁芷容 | 林紫彤 | 放棄   | 林品妤 |
| 第二輪 | 李盈潔 | 放棄   | 不適用 | 莊家淯 |
| 第三輪 | 黃語瑄 | 不適用 | 不適用 | 放棄   |
| 第四輪 | 李依蒨 | 不適用 | 不適用 | 不適用 |
| 第五輪 | 侯子映 | 不適用 | 不適用 | 不適用 |
| 第六輪 | 放棄   | 不適用 | 不適用 | 不適用 |

參加名單
2025年8月1日，為本屆新人選秀會的報名截止日。8月12日，中華民國籃球協會宣布選秀名單，共有10人報名。
- 林紫彤（世新大學）
- 李宜樺（佛光大學）
- 丁芷容（清華大學）
- 莊家淯（文化大學）
- 李盈潔（世新大學）
- 林品妤（國立臺灣師範大學）
- 侯子映（臺北市立大學）
- 謝羽姍（輔仁大學）
- 李依蒨（文化大學）
- 黃語瑄（臺北市立大學）